# چهل و پنجمین مراسم گلدن گلوب
۴۵مین مراسم گلدن گلوب برای ارج نهادن به بهترین فیلم و شوی تلویزیونی سال ۱۹۸۷ در ۲۳ ژانویه سال ۱۹۸۸ برگزار شد.

## برندگان و نامزدها

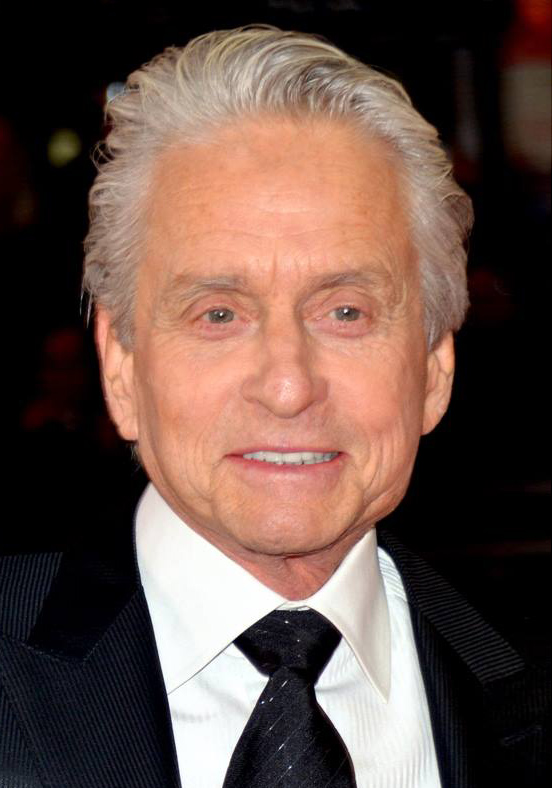
مایکل داگلاس — Best Actor in a Motion Picture, Drama winner

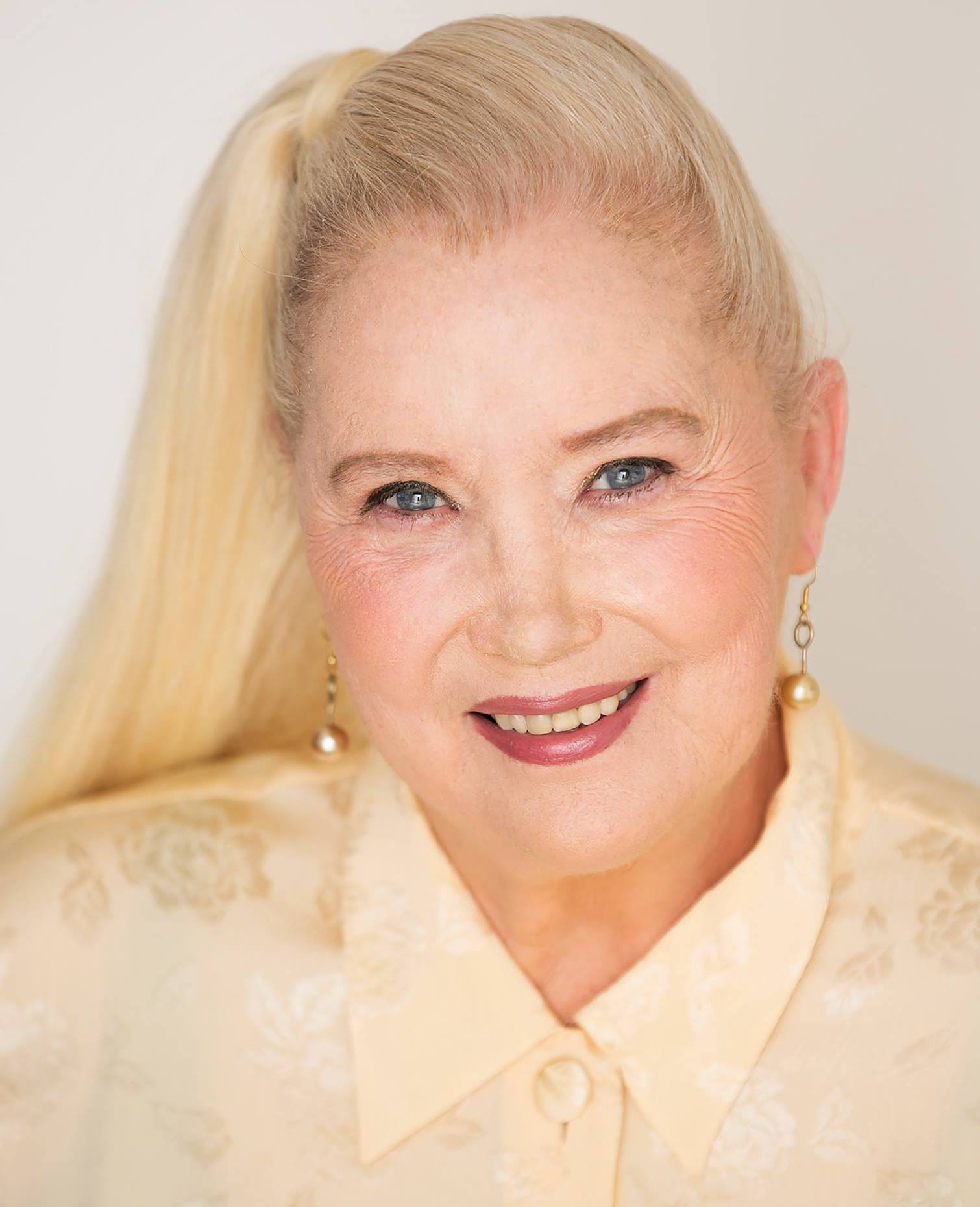
سالی کرکلند — Best Actress in a Motion Picture, Drama winner

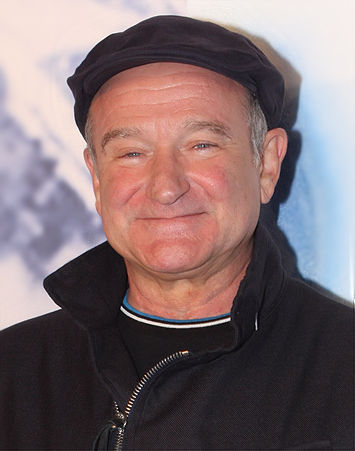
رابین ویلیامز — Best Actor in a Motion Picture, Musical or Comedy winner

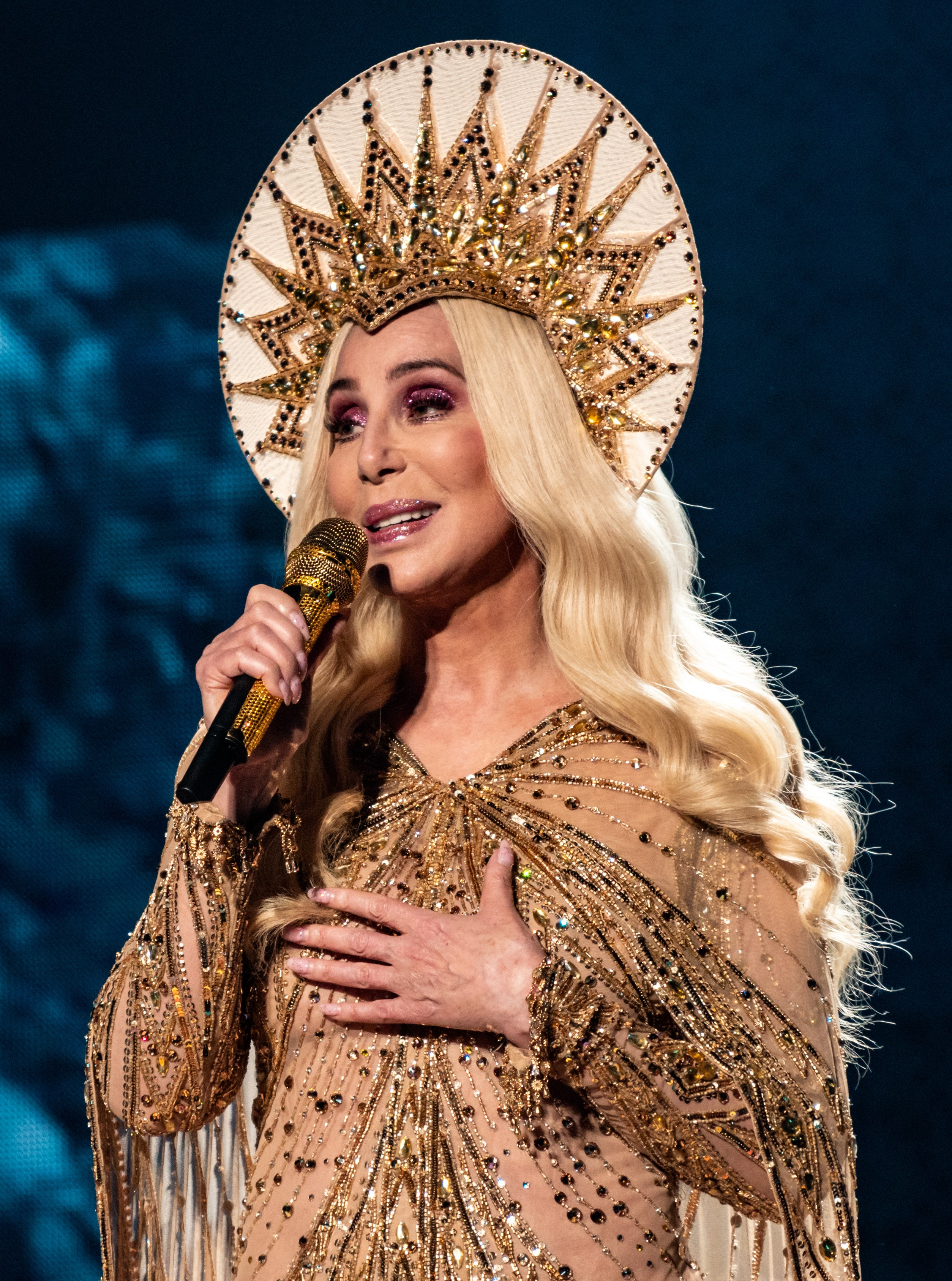
شر (خواننده) — Best Actress in a Motion Picture, Musical or Comedy winner

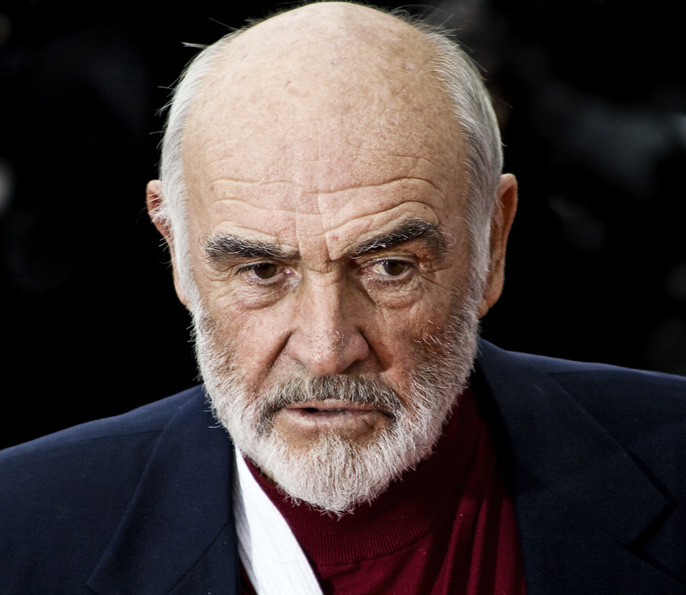
شان کانری — Best Supporting Actor in a Motion Picture Drama, Musical or Comedy winner

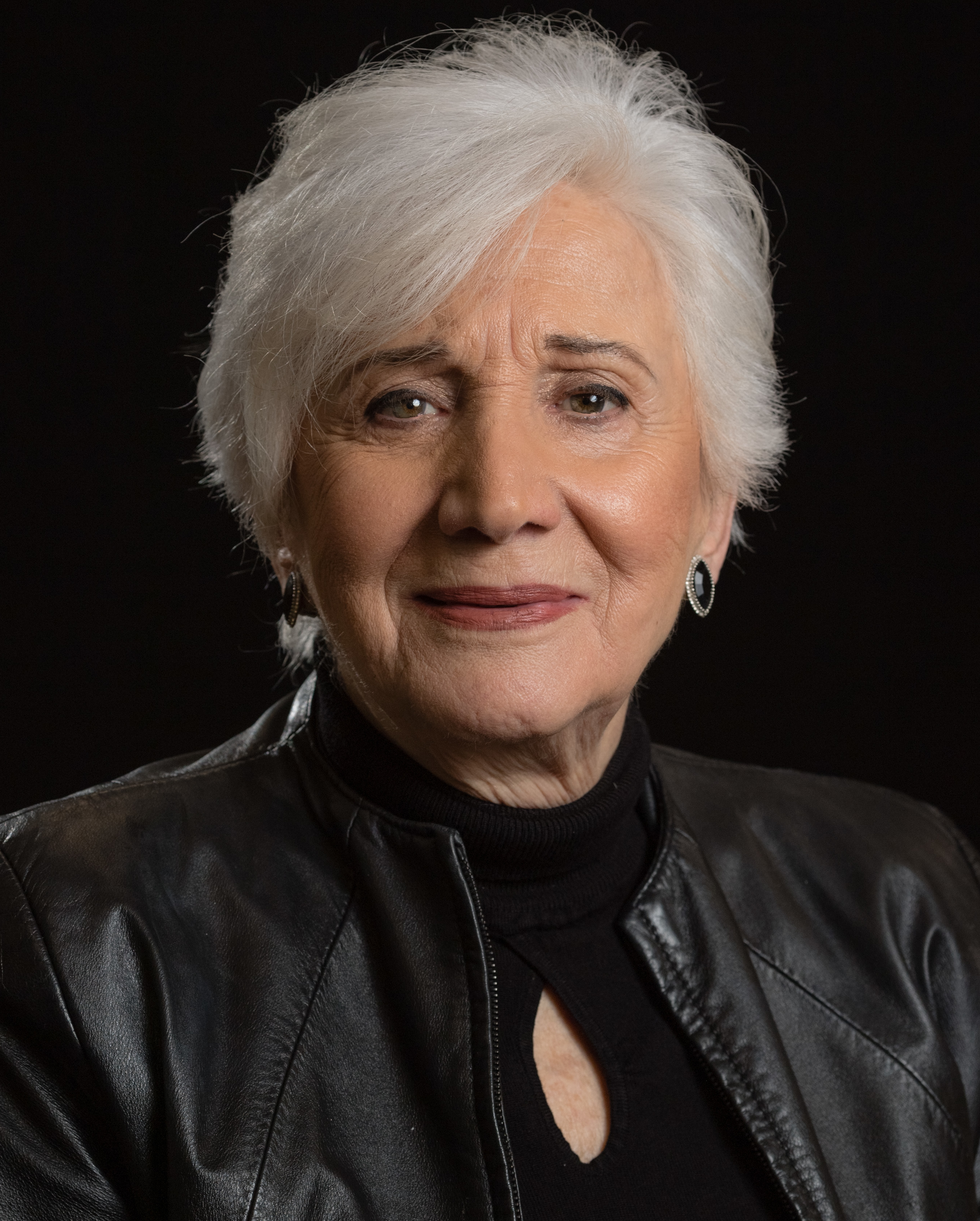
المپیا دوکاکیس — Best Supporting Actress in a Motion Picture Drama, Musical or Comedy winner

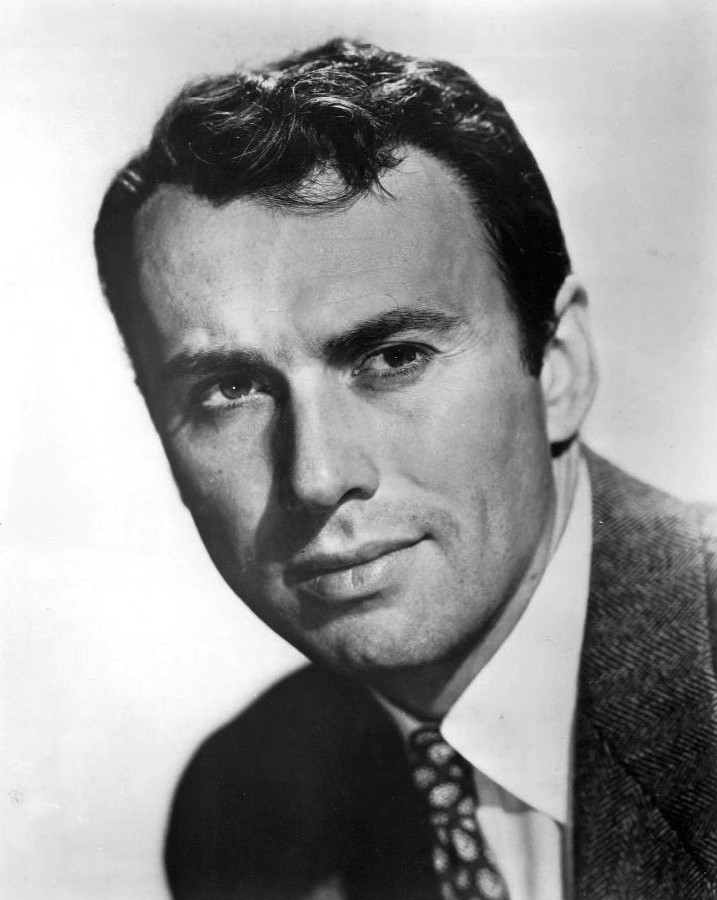
ریچارد کایلی — Best Actor in a Television Series, Drama winner

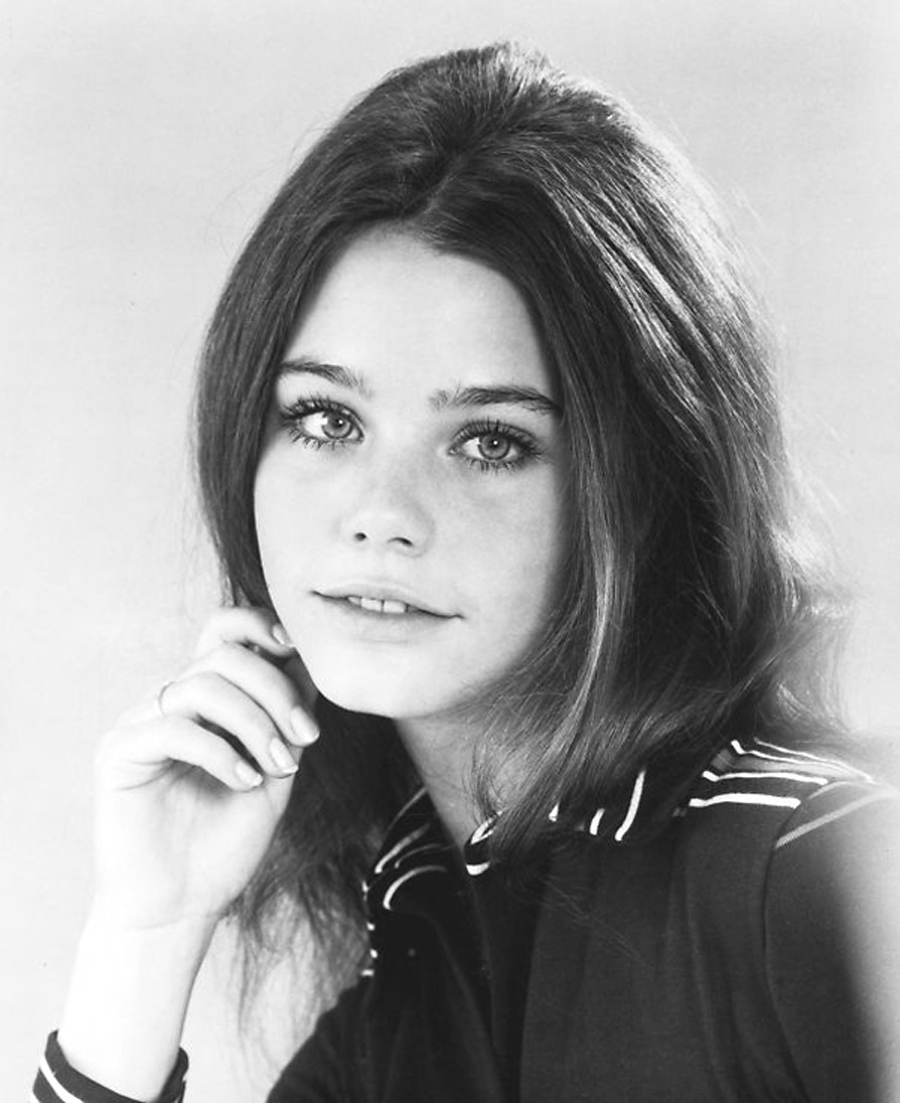
سوزان دی — Best Actress in a Television Series, Drama winner

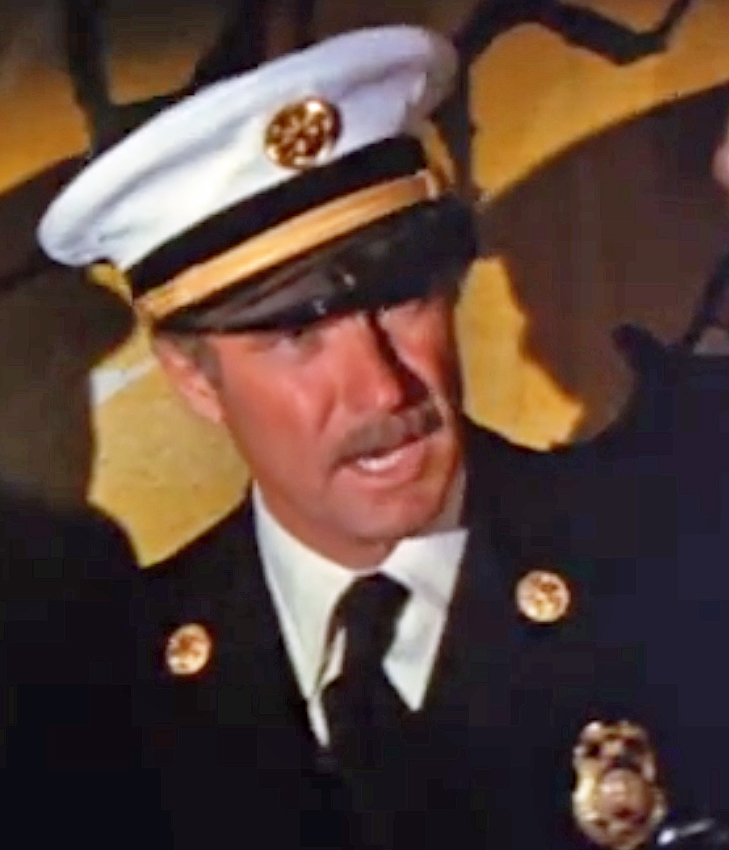
دابنی کلمن — Best Actor in a Television Series, Musical or Comedy winner

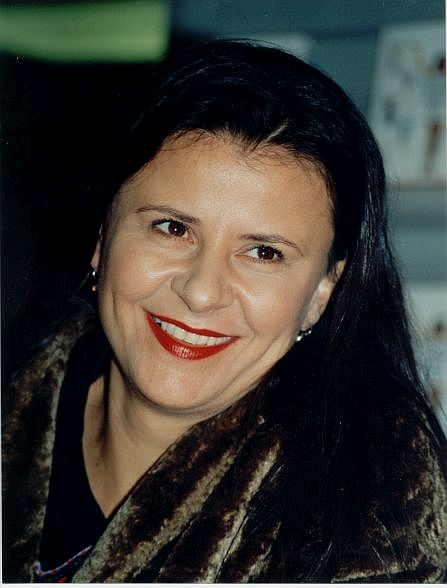
تریسی آلمن — Best Actress in a Television Series, Musical or Comedy winner

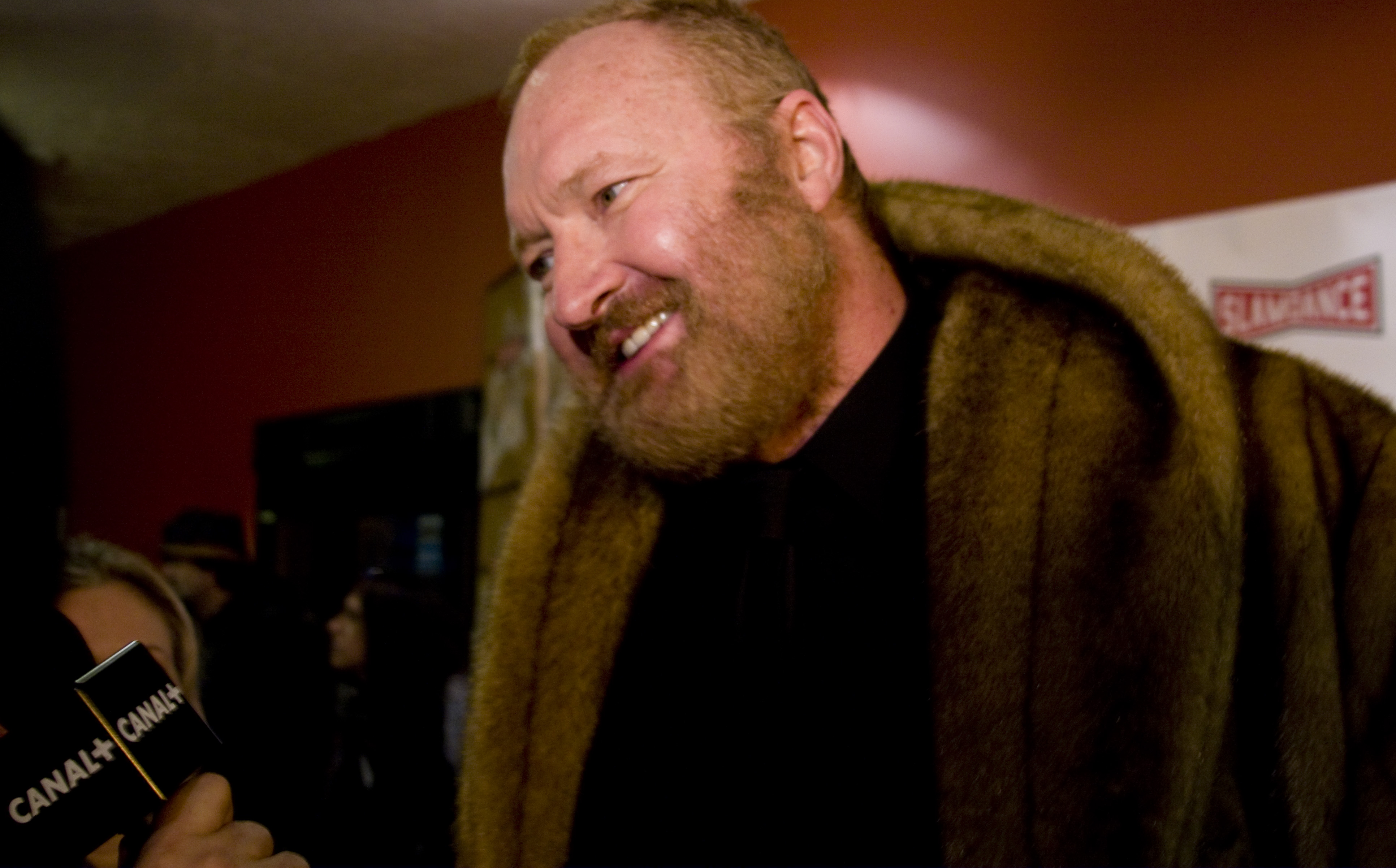
رندی کواید — Best Actor in a Miniseries or Television Film, winner

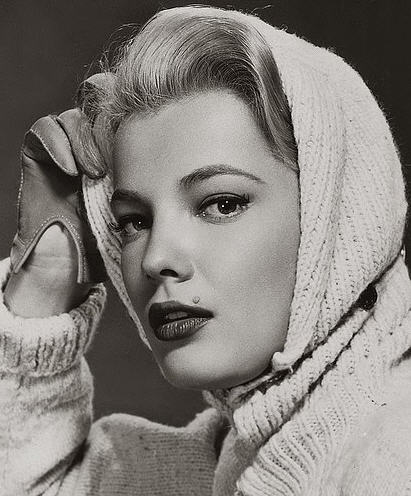
جنا رولندز — Best Actress in a Miniseries or Television Film, winner

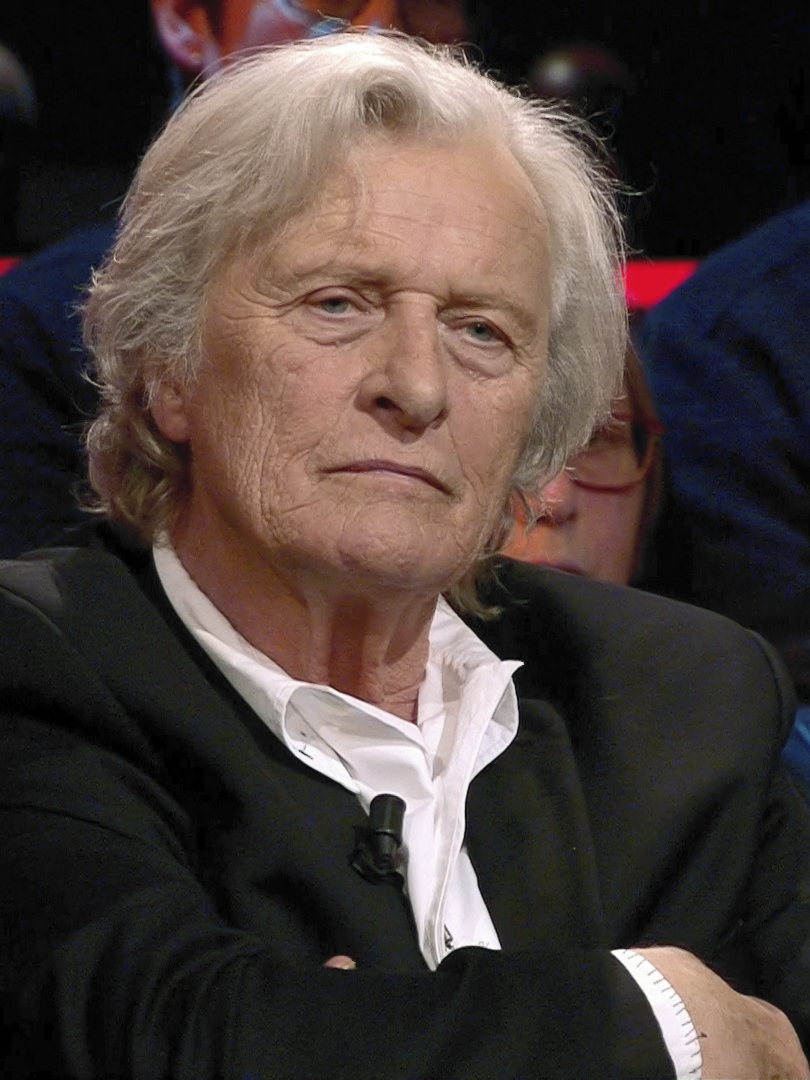
روتخر هاور — Best Supporting Actor in a Series, Miniseries or Motion Picture Made for Television winner

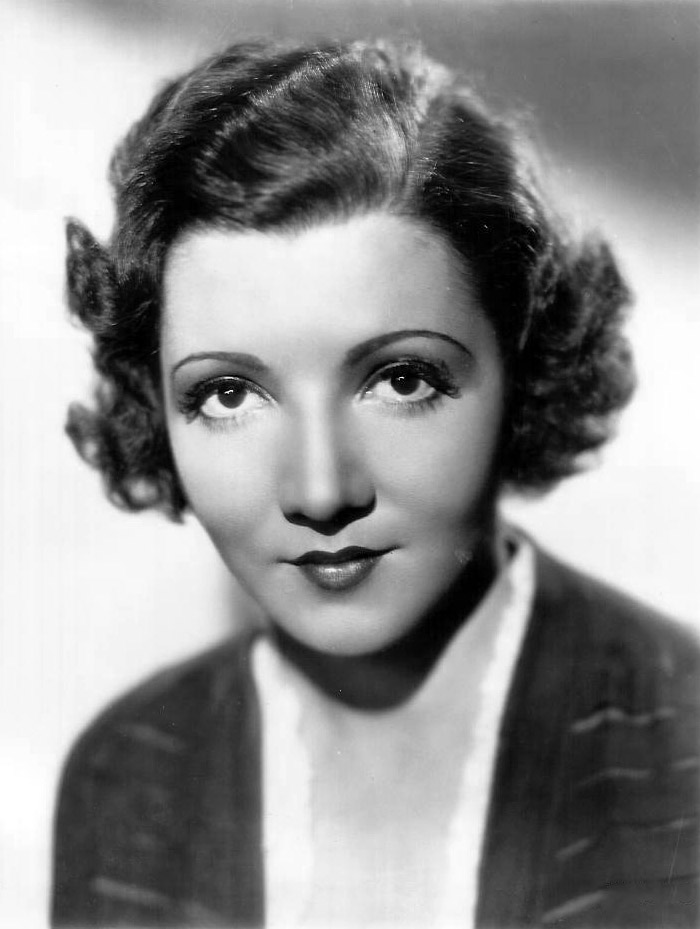
کلودت کولبرت — Best Supporting Actress in a Series, Miniseries or Motion Picture Made for Television winner

### فیلم سینمایی
| بهترین فیلم | بهترین فیلم |
| جایزه گلدن گلوب بهترین فیلم – درام | جایزه گلدن گلوب بهترین فیلم – موزیکال یا کمدی |
| --- | --- |
| - آخرین امپراتور - آزادی را فریاد کن - امپراتوری خورشید (فیلم) - جذابیت مرگبار - La Bamba - Nuts | - امید و افتخار (فیلم) - بیبی بوم - اخبار تلویزیون (فیلم) - رقص کثیف - ماه‌زده |
| بهترین اجرا در یک فیلم - درام | |
| جایزه گلدن گلوب بهترین بازیگر مرد – فیلم درام | جایزه گلدن گلوب بهترین بازیگر زن – فیلم درام |
| - مایکل داگلاس – وال استریت (فیلم ۱۹۸۷) در نقش Gordon Gekko - جان لون – آخرین امپراتور در نقش پویی - جک نیکلسون – آیرن‌وید (فیلم) در نقش Francis Phelan - نیک نولتی – Weeds در نقش Lee Umstetter - دنزل واشینگتن – آزادی را فریاد کن در نقش استیو بیکو                                                                    | - سالی کرکلند – آنا (فیلم ۱۹۸۷) در نقش الژبیه‌تا چیژفسکا - ریچل شاگال – Gaby: A True Story در نقش Gabriela Brimmer - گلن کلوز – جذابیت مرگبار در نقش Alex Forrest - فی داناوی – بارفلای (فیلم) در نقش Wanda Wilcox - باربارا استرایسند – Nuts در نقش Claudia Draper |
| بهترین اجرا در یک فیلم - کمدی یا موزیکال | |
| جایزه گلدن گلوب بهترین بازیگر مرد – فیلم موزیکال یا کمدی | جایزه گلدن گلوب بهترین بازیگر زن – فیلم موزیکال یا کمدی |
| - رابین ویلیامز – صبح بخیر، ویتنام در نقش Adrian Cronauer - نیکلاس کیج – ماه‌زده در نقش Ronny Cammareri - دنی دویتو – مامانو از قطار بنداز پایین در نقش Owen Lift - ویلیام هرت – اخبار تلویزیون (فیلم) در نقش Tom Grunick - استیو مارتین – رکسان (فیلم) در نقش C.D. Bales - پاتریک سوویزی – رقص کثیف در نقش Johnny Castle | - شر (خواننده) – ماه‌زده در نقش Loretta Castorini - جنیفر گری – رقص کثیف در نقش Frances "Baby" Houseman - هالی هانتر – اخبار تلویزیون (فیلم) در نقش Jane Craig - دایان کیتن – بیبی بوم در نقش J.C. Wiatt - بت میدلر – ثروت ظالمانه در نقش Sandy Brozinsky |
| بهترین اجرای مکمل در یک فیلم – درام, کمدی یا موزیکال | |
| جایزه گلدن گلوب بهترین بازیگر نقش مکمل مرد | جایزه گلدن گلوب بهترین بازیگر نقش مکمل زن |
| - شان کانری – تسخیرناپذیران در نقش Jim Malone - ریچارد درایفس – Nuts در نقش Aaron Levinsky - آر. لی ارمی – غلاف تمام‌فلزی در نقش Gunnery Sergeant Hartman - مورگان فریمن – مهارت شهرنشینی در نقش Leo "Fast Black" Smalls Jr. - راب لو – رقص محلی آمریکا (فیلم) در نقش Rory                                                | - المپیا دوکاکیس – ماه‌زده در نقش Rose Castorini - نورما آله‌آندرو – Gaby: A True Story در نقش Florencia Sánchez Morales - آن آرچر – جذابیت مرگبار در نقش Beth Gallagher - ان رمزی – مامانو از قطار بنداز پایین در نقش Mrs. Lift - ونسا ردگریو – Prick Up Your Ears در نقش Peggy Ramsay |
| سایر | |
| جایزه گلدن گلوب بهترین کارگردانی | جایزه گلدن گلوب بهترین فیلم‌نامه |
| - برناردو برتولوچی – آخرین امپراتور - ریچارد اتنبرا – آزادی را فریاد کن - جان بورمن – امید و افتخار (فیلم) - جیمز ال. بروکس – اخبار تلویزیون (فیلم) - آدریان لین – جذابیت مرگبار | - آخرین امپراتور – برناردو برتولوچی، مارک پپلو و Enzo Ungari - اخبار تلویزیون (فیلم) – جیمز ال. بروکس - امید و افتخار (فیلم) – جان بورمن - House of Games – دیوید ممت - ماه‌زده – جان پاتریک شنلی |
| جایزه گلدن گلوب بهترین موسیقی | جایزه گلدن گلوب بهترین ترانه غیراقتباسی |
| - آخرین امپراتور – ریوئیچی ساکاموتو، دیوید برن و تسونگ سو - آزادی را فریاد کن – جرج فنتون و Jonas Gwangwa - امپراتوری خورشید (فیلم) – جان ویلیامز - باغ وحش شیشه‌ای (فیلم ۱۹۸۷) – هنری مانچینی - تسخیرناپذیران – انیو موریکونه                                                                                            | - "(I've Had) The Time of My Life" (فرنک پرویتی، جان دنیکلا and Donald Markowitz) – رقص کثیف - "Shakedown" (هارولد فالترمایر، کیث فورسی و باب سیگر) – پلیس بورلی هیلز ۲ - "Nothing's Gonna Stop Us Now" (Albert Hammond و داین وارن) – مانکن (فیلم ۱۹۸۷) - "The Secret of My Success" (دیوید فاستر، Tom Keane و Tim DuBois) – The Secret of My Success - "اون دختره کیه (ترانه مدونا)" (مدونا و پاتریک لنرد) – Who's That Girl |
| جایزه گلدن گلوب بهترین فیلم غیر انگلیسی‌زبان | |
| - زندگی من مانند سگ (سوئد) - چشمان سیاه (فیلم ۱۹۸۷) (ایتالیا) - خداحافظ بچه‌ها (فرانسه) - ژان دو فلورت (فرانسه) - توبه (فیلم ۱۹۸۷) (اتحاد جماهیر شوروی سوسیالیستی) | |

The following films received multiple nominations:
| Nominations | Title                      |
| ----------- | -------------------------- |
| ۵           | اخبار تلویزیون (فیلم)      |
| ۵           | آخرین امپراتور             |
| ۵           | ماه‌زده                     |
| ۴           | آزادی را فریاد کن          |
| ۴           | رقص کثیف                   |
| ۴           | جذابیت مرگبار              |
| ۳           | امید و افتخار (فیلم)       |
| ۳           | Nuts                       |
| ۲           | بیبی بوم                   |
| ۲           | امپراتوری خورشید (فیلم)    |
| ۲           | مامانو از قطار بنداز پایین |
| ۲           | تسخیرناپذیران              |

The following films received multiple awards:
| Wins | Title            |
| ---- | ---------------- |
| ۴    | The Last Emperor |
| ۲    | Moonstruck       |

### مجموعه تلویزیونی
| بهترین مجموعه تلویزیونی | بهترین مجموعه تلویزیونی |
| جایزه گلدن گلوب بهترین مجموعه تلویزیونی – درام | جایزه گلدن گلوب بهترین مجموعه تلویزیونی – موزیکال یا کمدی |
| --- | --- |
| - L.A. Law - Beauty and the Beast - Murder, She Wrote - St. Elsewhere - thirtysomething - A Year in the Life | - دختران زرین - چیرز - Family Ties - Frank's Place - Hooperman - Moonlighting |
| بهترین اجرا در یک مجموعه تلویزیونی – درام | |
| جایزه گلدن گلوب بهترین بازیگر مرد – مجموعه تلویزیونی درام | جایزه گلدن گلوب بهترین بازیگر زن – مجموعه تلویزیونی درام |
| - ریچارد کایلی – A Year in the Life در نقش Joe Gardner - هری هملین – L.A. Law در نقش Michael Kuzak - تام سلک – Magnum, P.I. در نقش Thomas Magnum - مایکل تاکر – L.A. Law در نقش Stuart Markowitz - ادوارد وودوارد – برابرساز (مجموعه تلویزیونی) در نقش Robert McCall | - سوزان دی – L.A. Law در نقش Grace Van Owen - جیل آیکن‌بری – L.A. Law در نقش Ann Kelsey - شارون گلس – Cagney & Lacey در نقش Christine Cagney - لیندا همیلتون – Beauty and the Beast در نقش Catherine Chandler - آنجلا لنسبوری – Murder, She Wrote در نقش Jessica Fletcher                   |
| بهترین اجرا در یک مجموعه تلویزیونی – کمدی یا موزیکال | |
| جایزه گلدن گلوب بهترین بازیگر مرد – مجموعه تلویزیونی موزیکال یا کمدی | جایزه گلدن گلوب بهترین بازیگر زن – مجموعه تلویزیونی موزیکال یا کمدی |
| - دابنی کلمن – The Slap Maxwell Story در نقش "Slap" Maxwell - مایکل جی. فاکس – Family Ties در نقش Alex P. Keaton - جان ریتر – Hooperman در نقش Harry Hooperman - آلن تیک – مسائل اولیه در نقش Dr. Jason Roland Seaver - بروس ویلیس – Moonlighting در نقش David Addison | - تریسی آلمن – نمایش تریسی آلمن در نقش various characters - بیتریس آرتور – دختران زرین در نقش Dorothy Zbornak - رو مک‌کلاناهان – دختران زرین در نقش Blanche Devereaux - سیبل شفرد – Moonlighting در نقش Maddie Hayes - بتی وایت – دختران زرین در نقش Rose Nylund                            |
| بهترین اجرا در یک مینی‌سریال یا تله‌فیلم | |
| جایزه گلدن گلوب بهترین بازیگر مرد – مجموعه تلویزیونی کوتاه یا فیلم تلویزیونی | جایزه گلدن گلوب بهترین بازیگر زن – مجموعه تلویزیونی کوتاه یا فیلم تلویزیونی |
| - رندی کواید – LBJ: The Early Years در نقش لیندون بی. جانسون - آلن آرکین – Escape from Sobibor در نقش Leon Feldhendler - مارک هارمون – After the Promise در نقش Elmer Jackson - جک لمون – Long Day's Journey Into Night در نقش James Tyrone Sr. - جاد نلسن – Billionaire Boys Club در نقش Joe Hunt - جیمز وودز – In Love and War در نقش James Stockdale | - جنا رولندز – The Betty Ford Story در نقش بتی فورد - آن مارگرت – The Two Mrs. Grenvilles در نقش Ann Arden Grenville - فارا فاست – Poor Little Rich Girl: The Barbara Hutton Story در نقش باربارا هاتن - شرلی مک‌لین – Out on a Limb در نقش herself - راکل ولچ – حق مردن در نقش Emily Bauer |
| Best Supporting Performance - TV Series, Miniseries or Television Film | |
| جایزه گلدن گلوب بهترین بازیگر نقش مکمل مرد – سریال، سریال کوتاه یا فیلم تلویزیونی | جایزه گلدن گلوب بهترین بازیگر نقش مکمل زن – سریال، سریال کوتاه یا فیلم تلویزیونی |
| - روتخر هاور – Escape from Sobibor در نقش Alexander Pechersky - کرک کامرون – مسائل اولیه در نقش Michael Aaron "Mike" Seaver - دابنی کلمن – Sworn to Silence در نقش Martin Costigan - جان هیلرمن – Magnum, P.I. در نقش Jonathan Higgins - جان لاروکات – Night Court در نقش Daniel R. "Dan" Fielding - برایان مک‌نامارا – Billionaire Boys Club در نقش Dean Karny - آلن راچینز – L.A. Law در نقش Douglas Brackman, Jr. - گوردن تامسن – دودمان (مجموعه تلویزیونی ۱۹۸۱) در نقش Adam Carrington | - کلودت کولبرت – The Two Mrs. Grenvilles در نقش Alice Grenville - الیس بیسلی – Moonlighting در نقش Agnes DiPesto - جولیا دافی – Newhart در نقش Stephanie Vanderkellen - کریستین لاتی – Amerika در نقش Alethea Milford - رئا پرلمان – چیرز در نقش Carla Tortelli                            |
| جایزه گلدن گلوب بهترین مجموعه تلویزیونی کوتاه یا فیلم تلویزیونی | |
| - Escape from Sobibor - Poor Little Rich Girl: The Barbara Hutton Story - After the Promise - Echoes in the Darkness - Foxfire | |

The following programs received multiple nominations:
| نامزدی‌ها | عنوان فیلم                                      |
| -------- | ----------------------------------------------- |
| ۶        | L.A. Law                                        |
| ۴        | دختران زرین                                     |
| ۴        | Moonlighting                                    |
| ۳        | Escape from Sobibor                             |
| ۲        | After the Promise                               |
| ۲        | Beauty and the Beast                            |
| ۲        | Billionaire Boys Club                           |
| ۲        | چیرز                                            |
| ۲        | Family Ties                                     |
| ۲        | مسائل اولیه                                     |
| ۲        | Hooperman                                       |
| ۲        | Magnum P.I.                                     |
| ۲        | Murder, She Wrote                               |
| ۲        | Poor Little Rich Girl: The Barbara Hutton Story |
| ۲        | A Year in the Life                              |

The following programs received multiple wins:
| Wins | Title               |
| ---- | ------------------- |
| ۲    | Escape from Sobibor |
| ۲    | L.A. Law            |

## مراسم

### مجریان
- ریچارد دین اندرسون
- آن مارگرت
- ریچارد اتنبرا
- کوین بیکن
- کوربین برنسن
- پم دابر
- سندی دانکن
- Fred Dyer
- آن جیلیان
- لورنزو لاماس
- مارلی متلین
- Marilyn McCoo
- دونا میلز
- لئونارد نیموی
- جری اورباک
- ران پرلمن
- لو دایموند فیلیپس
- کریستوفر ریو
- سینتیا رودس
- میکی رونی
- کاترین راس
- اما سامس
- کانی سله‌کا
- تام سلک
- الی شیدی
- سیبل شفرد
- یاکوو سمیرنوف
- رابرت واگنر
- جیمز وودز

### جایزه گلدن گلوب سیسیل بی. دمیل
کلینت ایستوود